# Православие в Китае

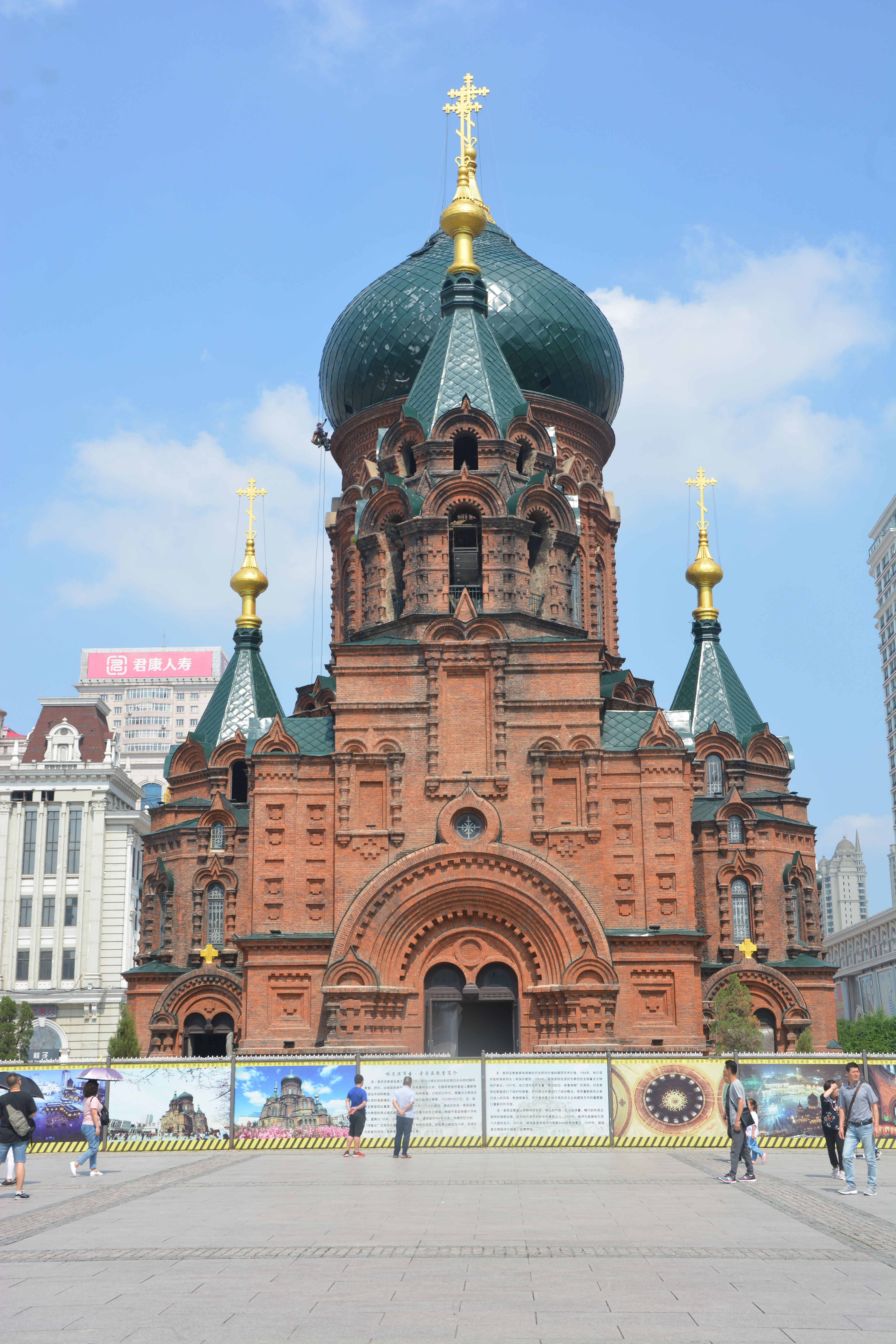
Софийский собор в Харбине — один из трех кафедральных соборов Китайской Православной Церкви (ныне закрыт для богослужений)

Правосла́вие в Кита́е — история распространения и положение православия в Китае. На данный момент о распространении православного вероучения среди жителей Китая можно говорить лишь относительно, хотя его история в Китае судя по всему началась ещё в первые века нашей эры, а представители русской православной традиции на территории Китая присутствуют как минимум с ордынских времён, когда русские служили в гарнизоне одной из ордынских столиц — Ханбалыка, будущего Пекина. С XVII века присутствие православных, пусть и в незначительном количестве становится постоянным, преимущественно в пограничных регионах империи — в виде военнопленных, послов и купцов.
Современная история православия в Китае началась в конце XVII века, когда пленённые в 1684 году китайской армией казаки крепости Албазин во главе со священником Максимом Леонтьевым были увезены в Пекин и основали там русскую общину. Для их окормления, а также для развития российско-китайских отношений в Пекине в 1712 году была основана Русская духовная миссия. Образованная в 1956 году решением Священного Синода Московского Патриархата Китайская Автономная Православная Церковь в конце 1960-х годов практически прекратила своё существование и де-юре не восстановлена до сего времени, хотя Московский Патриархат продолжает считать её существующей.
По данным митрополита Илариона (Алфеева) в Китае в 2020 году насчитывалось до 16 тысяч православных. Православие признано как религия русского национального меньшинства в специальных автономных районах Синьцзян и Внутренняя Монголия, провинции Хэйлунцзян. Положение Православной Церкви в Китайской Народной Республике характеризуется неопределённостью юридического статуса, и, как следствие, низким уровнем активности религиозной деятельности православных христиан, живущих там.

## Возникновение христианства в Китае
Согласно преданиям, христианство было проповедано в Китае ещё апостолом Фомой, однако подтверждённая история христианства в Китае начинается со времён династии Тан (VII в.), когда в Китай прибыли проповедники-несториане. Первыми европейскими христианскими миссионерами в Китае были францисканцы (XII—XIV вв.), а в XVI веке в Китай прибыли иезуиты, за сто лет создавшие в Китае мощную церковную организацию, имевшую огромное влияние при императорском дворе.

## Албазинцы
После сдачи Аблазинского острога 26 июня часть казаков (45—50 человек) с семьями были уведены в Пекин, где по указанию императора им был отведён для постоянного проживания участок земли на северо-восточной окраине Пекина, близ крепостной стены. Из албазинцев была составлена особая императорская рота — отряд «Знамени с жёлтой каймой».
Несмотря на малочисленность, сильное влияние китайской среды и смешанные браки, потомки албазинцев сохранили православную веру. Во многом это стало возможно благодаря трудам российских духовных миссий, регулярно направлявшихся в Пекин с согласия китайского императора с 1713 года для окормления албазинцев.

## Русская духовная миссия в Пекине
В XVII — середине XX века в Пекине действовала Русская духовная миссия. Она играла важную роль в установлении и поддержании российско-китайских отношений, была центром научного изучения Китая и подготовки первых русских синологов. Из-за отсутствия дипломатических отношений между обоими государствами служители миссии в течение длительного времени являлись неофициальными представителями российского правительства в Китае.
Палладий (Кафаров), Иакинф (Бичурин), Алексий (Виноградов) и другие члены миссии внесли большой вклад в изучения религий, языка, культуры и истории Китая.
В начале XX века в Китае началось строительство новых православных храмов: в 1900 году в Харбине был освящён Никольский собор, построенный из дерева в стиле русских шатровых церквей; были заложены церкви при станциях КВЖД (среди которых одной из первых была построена в 1901 году Сергиевская церковь в Имяньпо); приобретён участок и начато строительство подворья миссии с Благовещенским храмом в Харбине.

## Восстание ихэтуаней и 222 мученика Китайской православной церкви

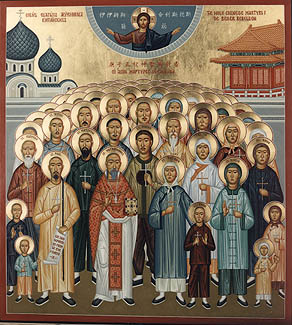
Собор китайских 222 мучеников

Ихэтуаньское восстание 1900 года, разгромившее здания Пекинской Миссии и физически уничтожившее 222 православных китайца, нанесло сокрушительный удар в деле проповеди православия в Китае.
Тем не менее в 1900 году в Харбине было открыто Благовещенское подворье, а начиная с 1902 года деятельность Пекинской духовной миссии была не только восстановлена, но и получила дополнительное развитие — Начальник Миссии архимандрит Иннокентий (Фигуровский) был рукоположён в епископа, усилены материальные средства, выделяемые на Миссию (вместо прежних годовых 15 500 руб. назначены 30 000 руб.; кроме того единовременно от Святейшего Синода было выделено 150 000 руб. для восстановления разрушенного «боксерами» зданий и хозяйства).
В 1902 году вместе с епископом Иннокентием в Пекин прибыл новый состав духовной Миссии: 1 архимандрит, 2 иеромонаха, 3 иеродиакона и 30 послушников.

## Православие в годы Китайской республики
Сложным и вместе с тем плодотворным стал период после 1917 года, когда из России в Китай пришли сотни тысяч православных беженцев, нашедших убежище в Китае. К 1949 году в Китае было построено до 106 православных храмов. После «исхода» русских верующих из Китая в 1949 году в стране оставалось 10 000 православных христиан.

### Монастыри на территории Китая
До 1967 года в Китайской Православной Церкви действовало восемь монастырей, а также 2 скита. Все они в конце 1960-х годов прекратили своё существование и были разрушены в годы культурной революции.
- Успенский мужской монастырь (Пекин)
- Покровский женский монастырь (Пекин)
- Крестовоздвиженский скит (в горах Си-шань близ Пекина)
- Казанский мужской монастырь (Харбин)
- Владимирский женский монастырь (Харбин)
- Скорбященская женская община (Харбин)
- Скорбященская мужская община (Харбин)
- Табынско-Казанский женский монастырь (Какагаши, Дайрен)
- Владимирский мужской монастырь (Трёхречье, северная Маньчжурия)

## Положение после 1949 года

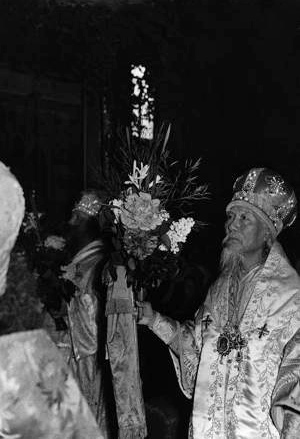
Епископ Василий (Шуан) — последний предстоятель Китайской Православной Церкви

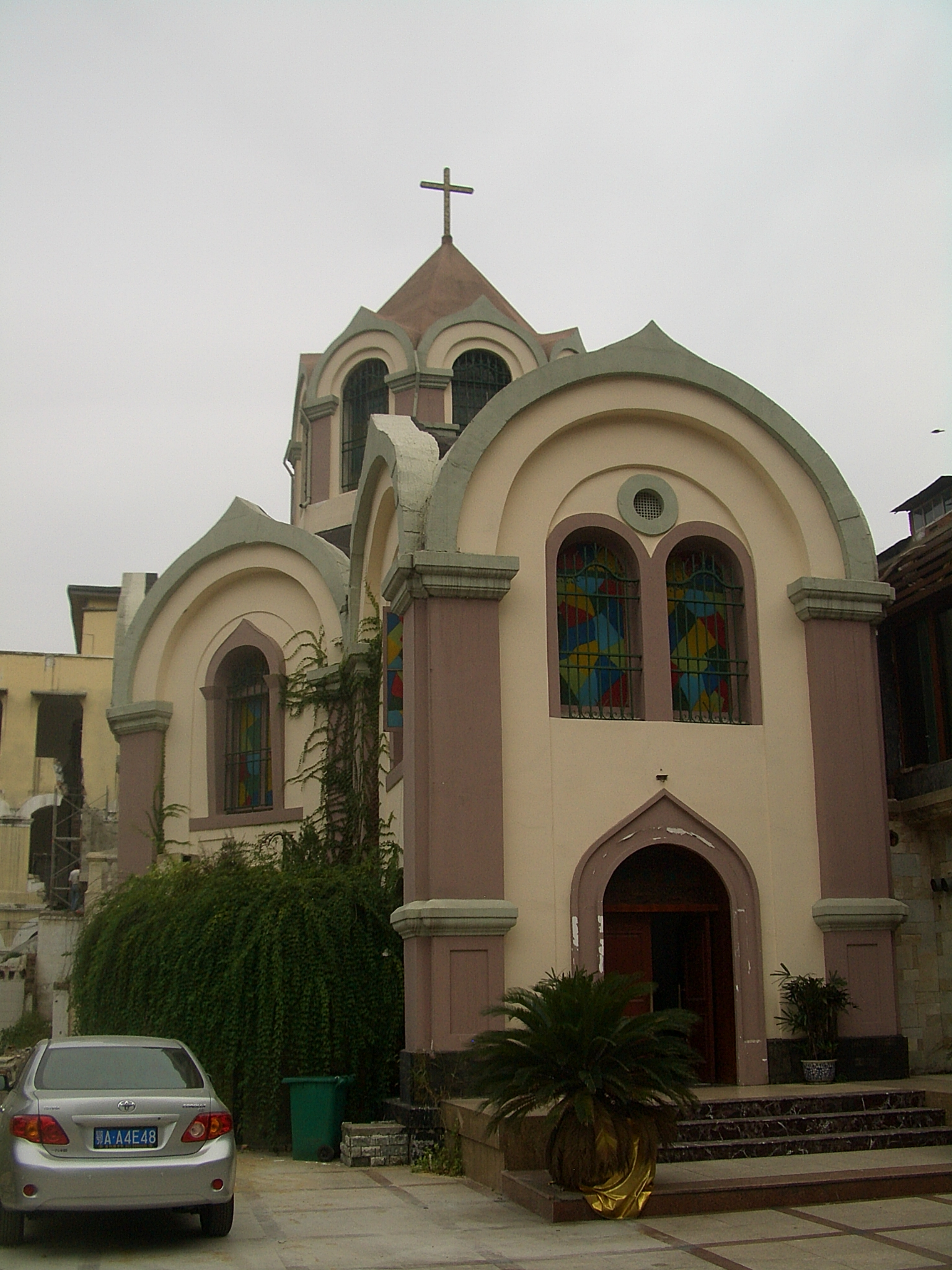
Здание бывшего православного храма св. кн. Александра Невского в Ухане. В настоящее время занят светской организацией

Ввиду политических обстоятельств, в 1954 году Российская Духовная Миссия в Китае была упразднена. В её ведении к тому времени было более 100 храмов и молитвенных домов; всё её имущество было передано Китайской Народной Республике и посольству СССР. Бэйгуань, где находилось три храма, женский монастырь, большая часть строений, и в состав которой входил исторический участок земли, впервые отведённый в Пекине для нужд православной миссии, в 1985 году отошёл посольству СССР. Главный храм Миссии в честь Всех святых мучеников, близ которого были похоронены начальники Миссии и в котором покоились мощи китайских мучеников и тела членов Императорской семьи, расстрелянных в Алапаевске, был разрушен, поруганию были подвергнуты и прочие храмы. Храмы вне территории посольства ветшали и сносились.
24 апреля 1956 года начальник Отдела культов при Госсовете КНР Хэ Ченсян дал разрешение на назначение архимандрита Василия (Шуана) епископом Пекинским, который должен был также временно исполнять обязанности главы Китайской Православной Церкви. 23 ноября 1956 года Священный Синод РПЦ принял решение о даровании Православной Церкви в Китае автономии и хиротонии во епископа Пекинского архимандрита Василия (Шуана). Последний был рукоположён в епископа Пекинского 30 мая 1957 года в Москве.
После смерти епископа Пекинского и Китайского Василия (Шуана) (1962) и епископа Шанхайского Симеона (Ду) (1965) Китайская Православная Церковь лишилась епископской иерархии. В условиях начавшейся вскоре культурной революции внешняя жизнь КПЦ прекратилась.

## Ситуация в настоящее время
В 1986 году была открыта для богослужения Покровская церковь в Харбине, где служил единственный получивший государственную регистрацию православный священник-китаец — протоиерей Григорий Чжу.
31 января 1994 года вступило в силу Положение о регулировании религиозной деятельности иностранных граждан на территории КНР, позволяющее иностранным священнослужителям совершать богослужения по приглашению китайских религиозных организаций при согласии Управления по делам религии при Госсовете КНР.
В 1996 году Григорий Чжу получил антиминс и миро от Московской Патриархии и использовал их при богослужении до своей кончины в 2000 году.
17 февраля 1997 года Священный Синод РПЦ постановил:

«Поскольку в настоящее время Китайская Автономная Православная Церковь не имеет своего Предстоятеля, впредь до его избрания Поместным Собором этой Церкви, в соответствии с православными канонами, каноническое управление епархиями Китайской Автономной Православной Церкви осуществляется Предстоятелем Матери-Церкви — Патриархом Московским и всея Руси. Решение практических вопросов по урегулированию православной жизни в Китае в рамках, соответствующих китайскому законодательству, поручить председателю Отдела внешних церковных сношений.»
В 2012 году Дионисий Поздняев отмечал: «За последнее 30-летие численность христиан в КНР, по самым консервативным оценкам, выросла многократно (католиков — в 4 раза с 1949 г., протестантов — в 20 раз за тот же период). <…> Единственной христианской Церковью, численность прихожан и храмов которой в Китае не только не выросла, но и сократилась, остается Православная Церковь».

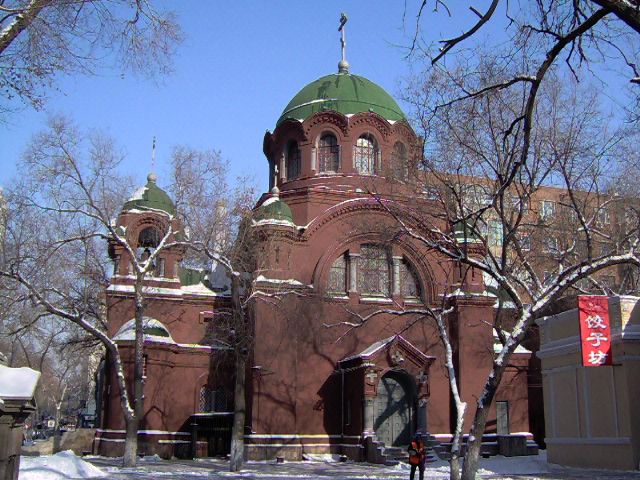
Церковь Покрова Божией Матери — один из четырёх официально действующих китайских приходов

В сентябре 2000 года в Харбине скончался настоятель Покровского храма города Харбина отец Григорий Чжу, единственный православный священник, официально служивший в то время в Китае.
1 марта 2005 года вступили в силу новые «Положения о религиозных делах», которые расширили религиозную свободу китайских граждан
9 марта 2008 года, в Неделю сыропустную, клирик РПЦ иерей Алексий Киселевич совершил богослужение в помещении Генерального консульства России в Шанхае, за которым молились и причащались Святых Тайн старейшие священнослужители Китайской Автономной Православной Церкви — иерей Михаил Ван и протодиакон Евангел Лу. Последним были вручены награды РПЦ в связи с 50-летием со дня дарования автономии Китайской Православной Церкви.
Многократные попытки священника Михаила Ли добиться разрешения совершать богослужения не увенчались успехом, вследствие чего отец Михаил эмигрировал в Австралию, где служил в китайском приходе в юрисдикции Русской православной церкви заграницей.
Священный Синод Константинопольской церкви в 2008 году объявил Китай территорией своей Гонконгской митрополии, включив также в её состав ряд стран Юго-Восточной Азии, что вызвало протест со стороны Русской православной церкви.
В конце 2000-х годов правительство КНР разрешило миссионерскую деятельность православных в Китае на условии, что все миссионеры будут китайцами по национальности.

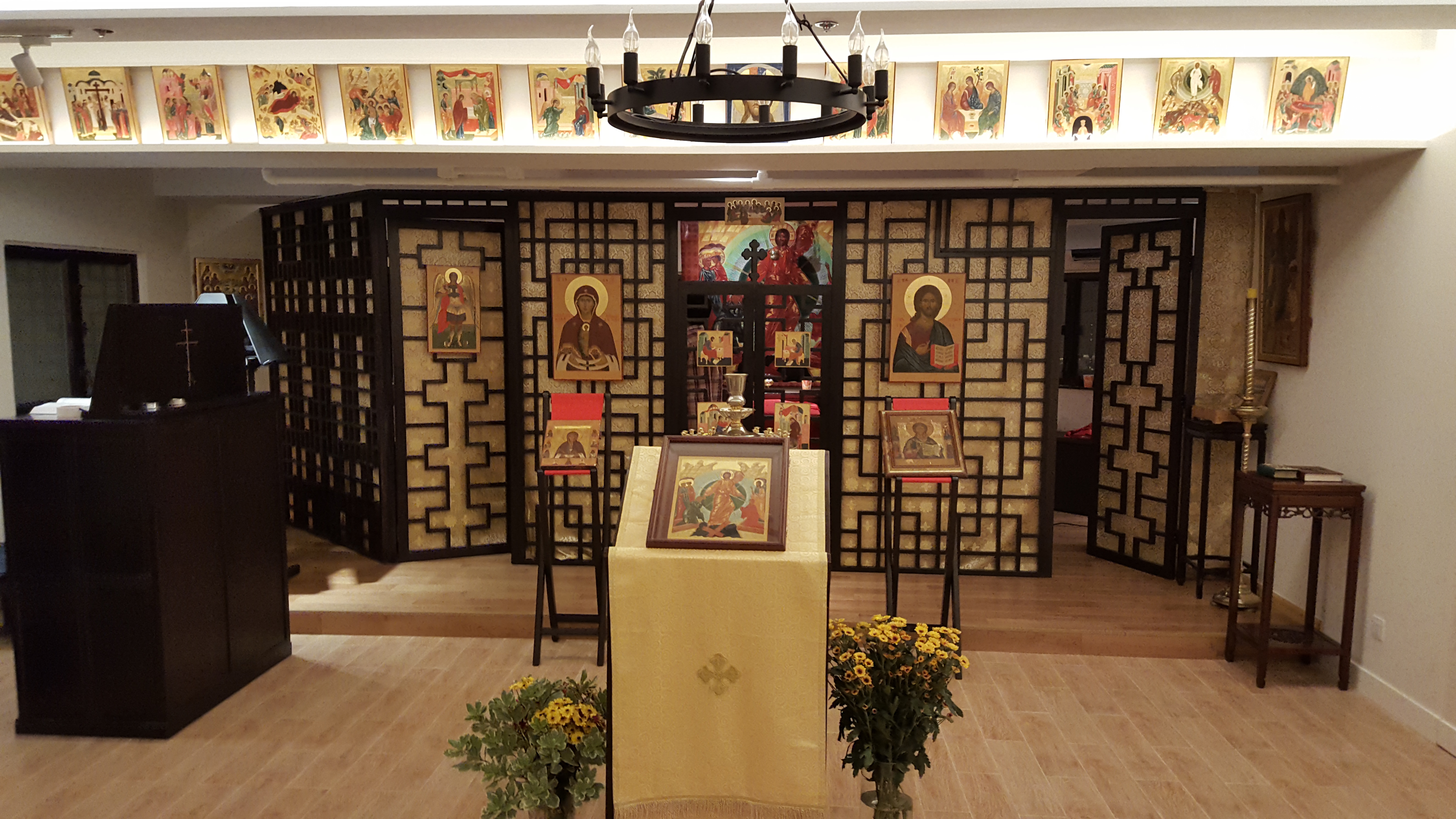
Храм свв. Петра и Павла в Гонконге

30 августа 2009 года был освящён храм в честь святителя Иннокентия Иркутского в городе Лабудалинь (Лабдарин) — центре уезда Аргунь-Юци городского округа Хулун-Буир на северо-востоке автономного района Внутренняя Монголия; освящение совершил шанхайский священник Михаил Ван в сослужении настоятеля прихода святых первоверховных апостолов Петра и Павла в Гонконге протоиерея Дионисия Поздняева. Открыт также Храм преподобного Сергия Радонежского в городе Шэньчжэнь (провинция Гуандун). В Гонконге служит священник Московского патриархата Дионисий Поздняев, окормляющий приход во имя святых апостолов Петра и Павла.
13 октября 2009 года епископом Егорьевским Марком (Головковым) был освящён Успенский храм, восстановленный на территории российского посольства в Пекине.
В сентябре 2010 года делегация Государственного управления КНР по делам религий посетила Россию в качестве гостей Русской Православной Церкви и познакомилась с Московскими и Санкт-Петербургскими духовными школами для определения места обучения студентов из Китая.
6—7 декабря 2012 года в Гонконге прошли мероприятия, приуроченные к празднованию 300-летия присутствия в Китае Российской духовной миссии. В программе мероприятий — конференция, книжная ярмарка, круглый стол и праздничные богослужения.
С 10 по 15 мая 2013 года впервые в истории состоялся визит Патриарха Московского и всея Руси в Китай. Состоялись встречи Патриарха Кирилла с Председателем КНР Си Цзиньпином и директором Государственного управления по делам религий при Государственном совете КНР Ван Цзоанем. Предстоятель Русской православной церкви совершил божественную литургию на территории посольства России в Пекине, в Покровском храме Харбина и в здании бывшего собора в честь иконы Пресвятой Богородицы «Споручница грешных» в Шанхае. Визит Патриарха показал особый уровень российско-китайских отношений в религиозной сфере и придал импульс дальнейшим шагам в процессе возрождения православия в КНР — рукоположению первых священников, а в перспективе регистрации Китайской автономной православной церкви.